# Kyrkosångens vänner
Kyrkosångens vänner (KSV) var ett sällskap för församlingssångens höjande, grundat 1889 av kyrkoherde Olof Elfman för verksamhet inom Skara stift.
Liknande föreningar bildades snart i flera andra stift, och 1891 bildades en riksorganisation för dessa, Sällskapet Kyrkosångens vänner inom svenska kyrkan. 1910 inledde man ett samarbete med Sveriges allmänna organist- och kantorsförening, och från dess grundande 1925 med Sveriges Kyrkosångsförbund.
Man kom senare att helt gå upp i det senare förbundet.